# Großer Markt (Wesel)

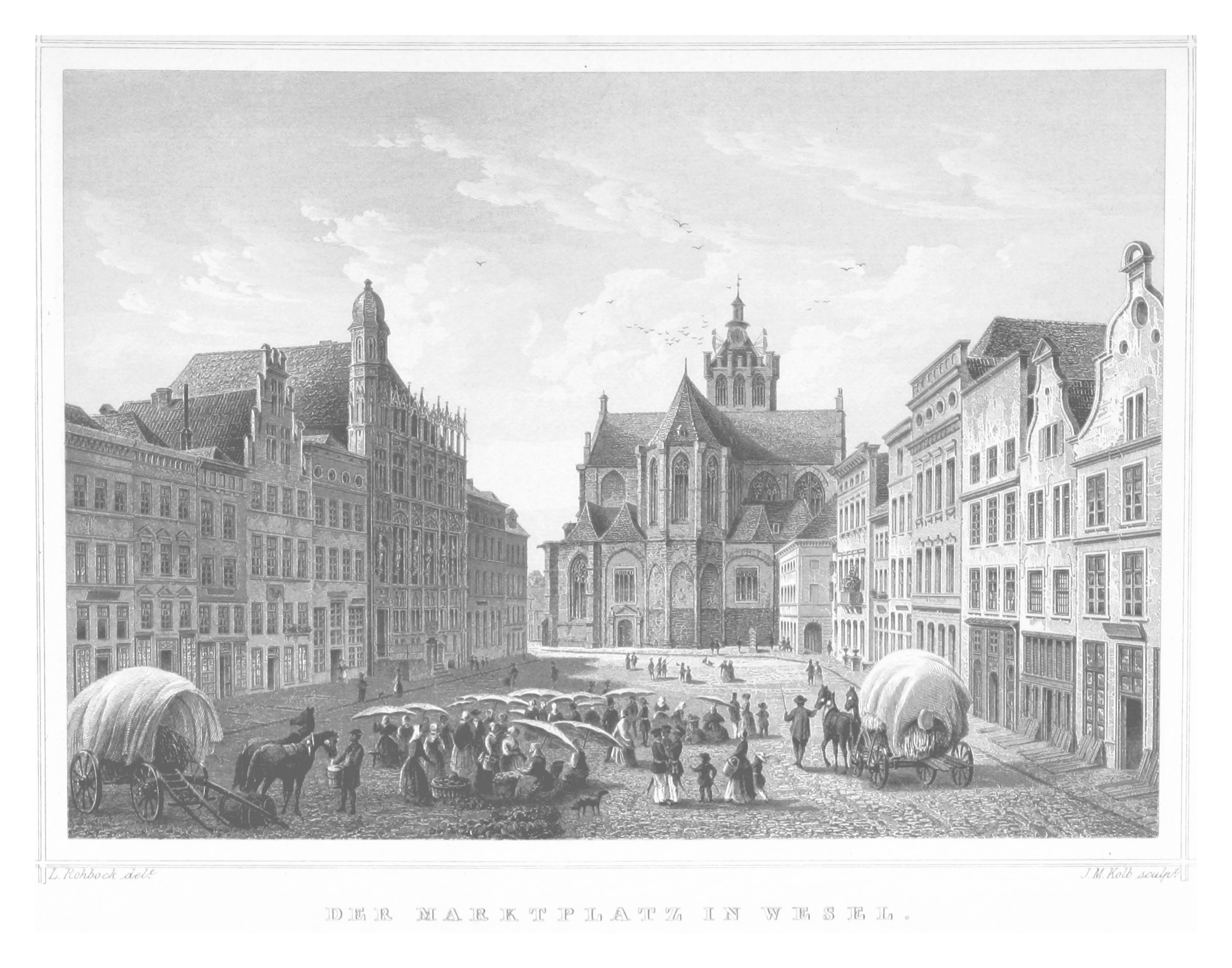
Historische Darstellung des Platzes mit Dom und Rathaus (1852)

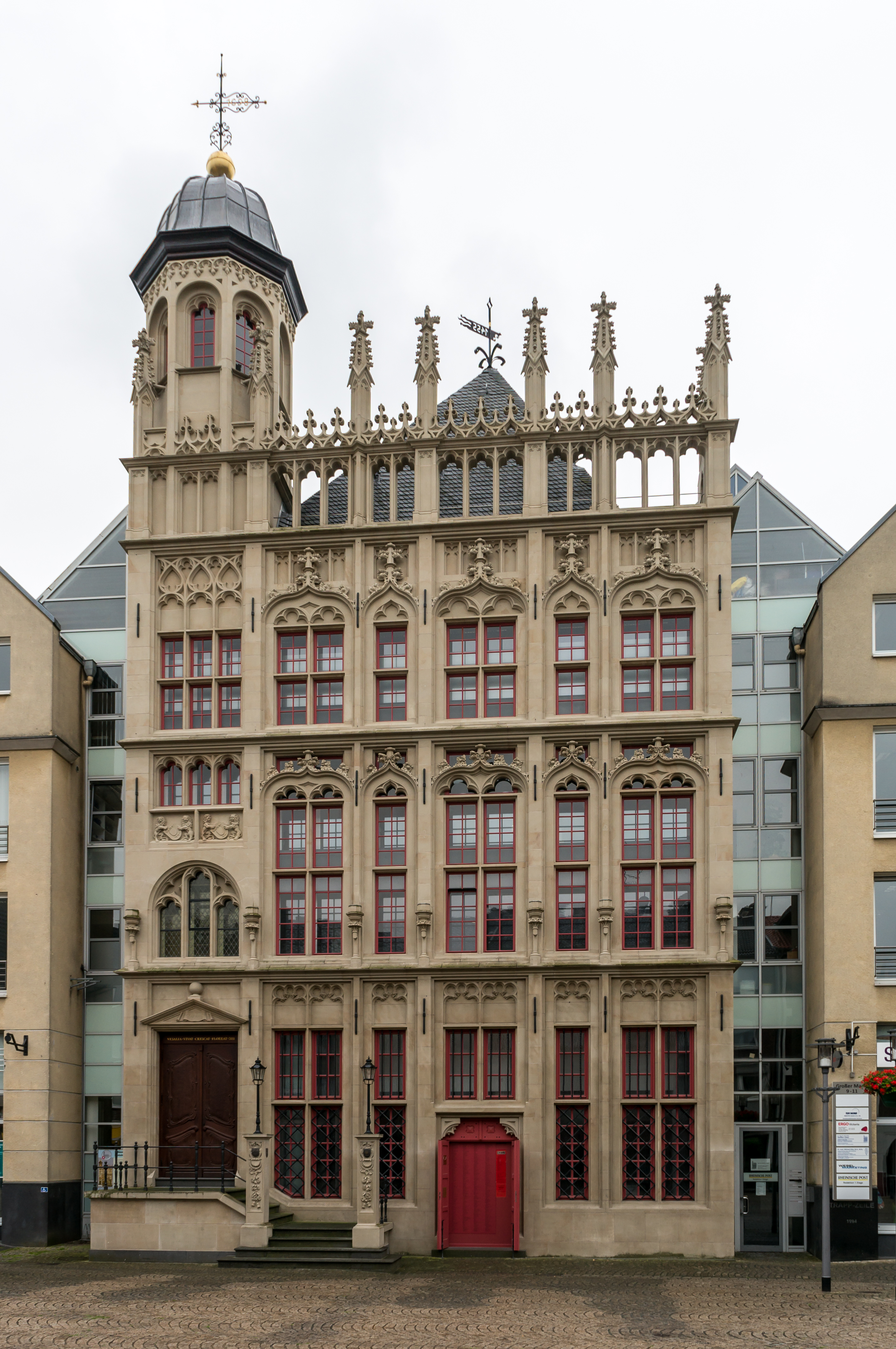
Historisches Rathaus Wesel

Der Große Markt ist ein zentral gelegener Platz in der Weseler Innenstadt. Er ist Standort des Willibrordi-Doms und des historischen Rathauses der Stadt. Zweimal wöchentlich findet ein Wochenmarkt statt.

## Lage und Bebauung
Der Große Markt liegt im Innenstadtkern von Wesel am westlichen Ende der Fußgängerzone, welche auf der anderen Seite am Berliner Tor endet. Rund 200 m westlich des Platzes verläuft die Bundesstraße 8 und auf deren anderer Seite befinden sich die Rheinpromenade und das Hafengebiet. Fast direkt nördlich schließt sich der Kornmarkt an, welcher von Restaurants und Kneipen geprägt wird.

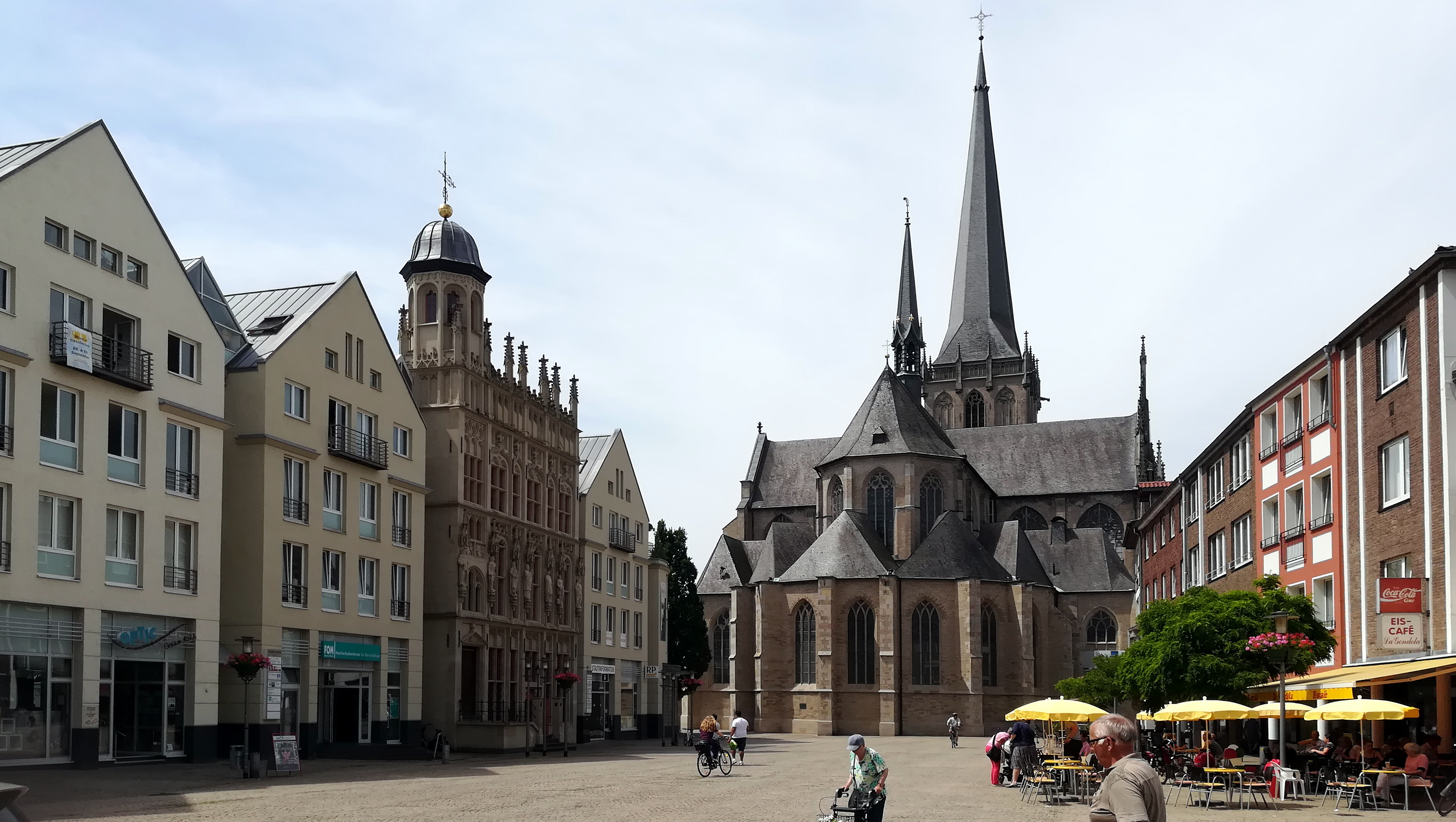
Großer Markt mit Willibrordi-Dom
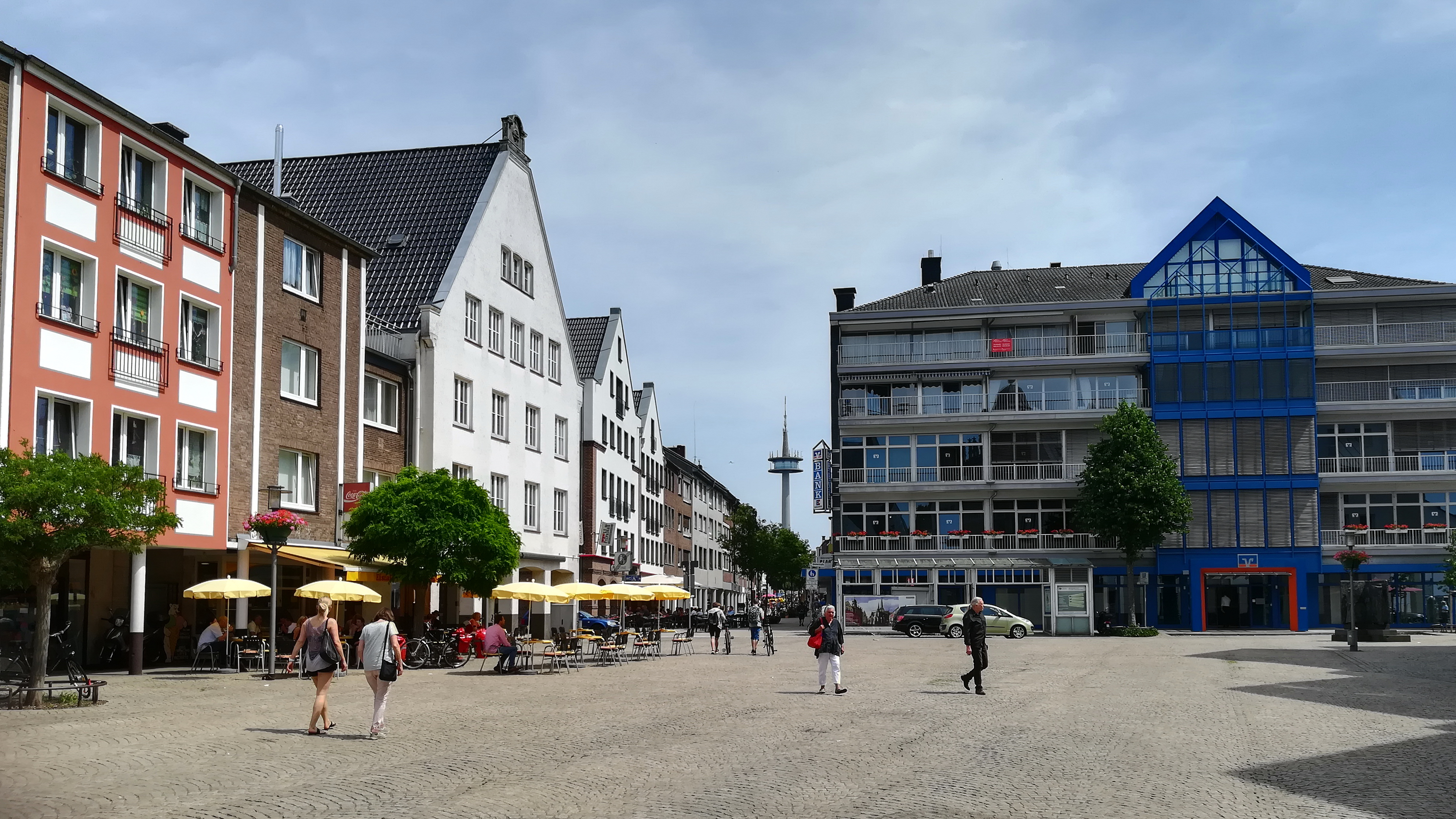
Großer Markt Richtung Brückstraße
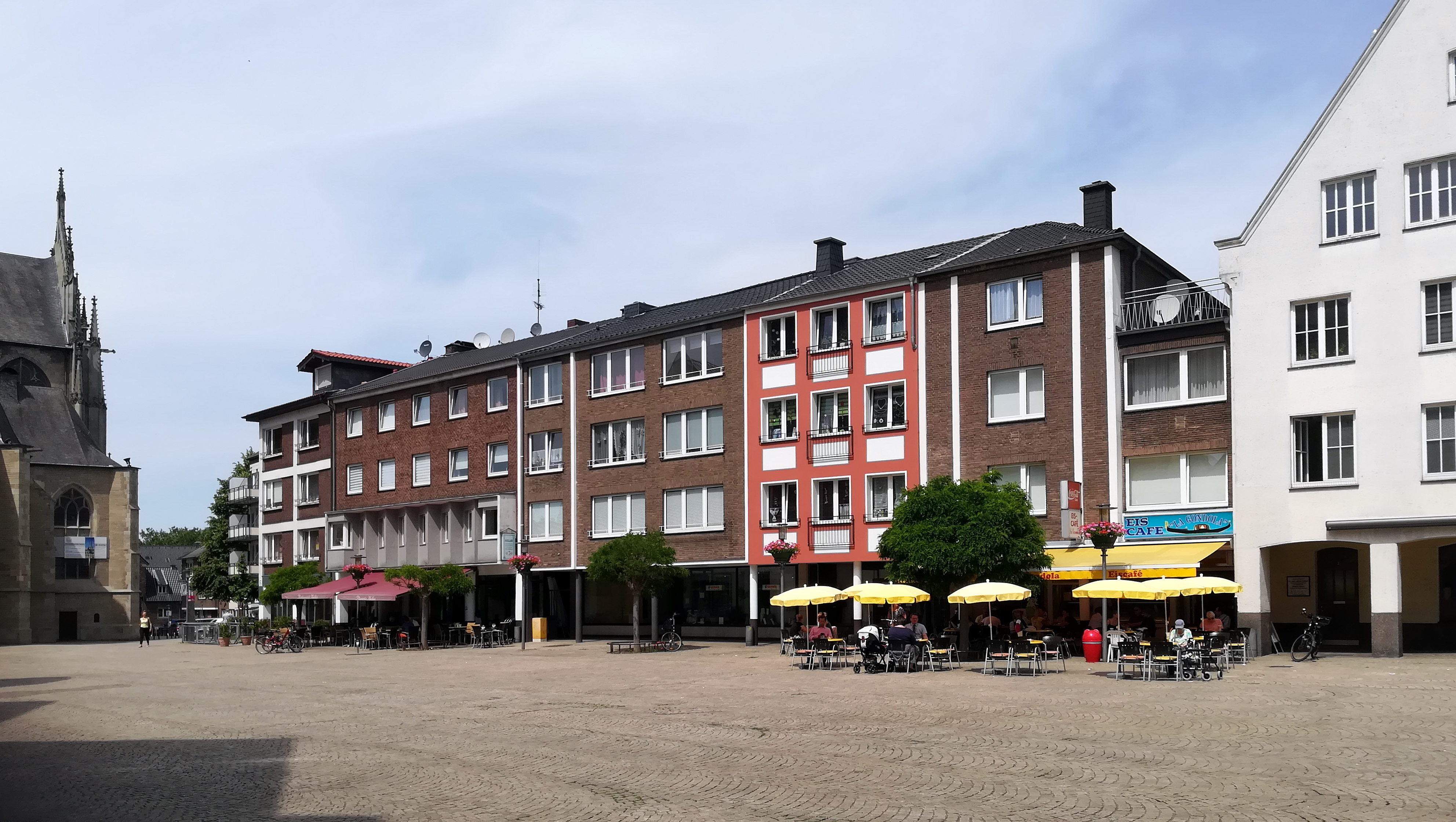
Großer Markt: Nordseite
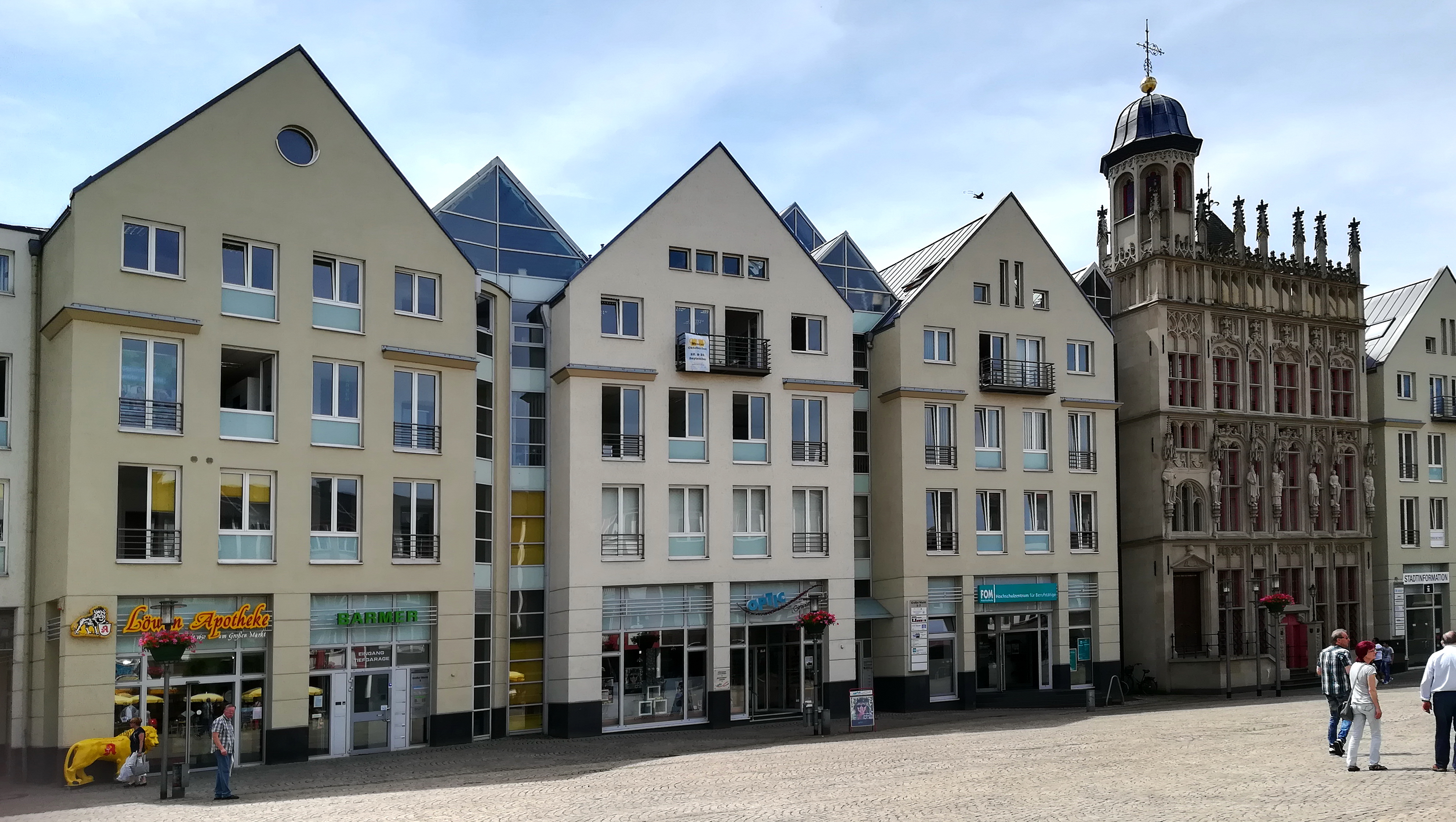
Südseite mit Rathaus

Auf der Westseite des Großen Marktes steht der 1540 fertiggestellte Willibrordi-Dom, der Zugang zur Kirche liegt allerdings nicht auf dieser Gebäudeseite. Im Süden befindet sich eine viergeschossige Bebauung aus den frühen 1990er-Jahren, in die sich die 2011 fertiggestellte Fassade des historischen Rathauses einfügt. Die Nordseite ist durch eine Häuserreihe aus den 1950er-Jahren bebaut und im Osten liegt jenseits der dort vorbeilaufenden Dimmerstraße ein großes Geschäftshaus. Am Rand des großen Marktes halten mehrere Buslinien und es gibt dort eine Tiefgarage.

## Geschichte
Eineinhalb Jahrhunderte nach der Verleihung der Stadtrechte entstand 1390 am Großen Markt das erste Rathaus der Stadt. 1391 wurde der davorliegende Platz gepflastert. Schon 1455 wurde das Rathausgebäude wieder abgerissen, weil es im seit 1407 zum Hansebund gehörenden Wesel für nicht repräsentativ genug gehalten wurde und zudem zu viel Platz auf dem Markt beanspruchte. Daraufhin entstand das historische Rathaus von Wesel im flämischen Stil, welches bis 1945 existierte und dessen Fassade bis 2011 rekonstruiert wurde. In das Gebäude floss der Reichtum der Weseler Kaufleute ein. 1540 wurde zudem der Dom fertiggestellt, sodass der Große Markt seitdem mit Rathaus, Dom und Wochenmarkt das Zentrum der Stadt war. Zum Beispiel lag dort auch die Hauptwache der spanischen Truppen, als diese Wesel im frühen 17. Jahrhundert besetzt hielten.
Im Zweiten Weltkrieg wurde Wesel stark zerstört, was auch den Großen Markt betraf. Das Rathaus war völlig zerstört, der Dom stand noch in Teilen. 1946 wurde die Entscheidung für einen Wiederaufbau des Rathauses an gleicher Stelle getroffen, 1949 jedoch ein anderer Standort in der Weseler Innenstadt gewählt. Generell wurde die südliche Häuserzeile anfangs nicht wieder aufgebaut und der Platz blieb in diesem Bereich unbebaut. Von 1951 bis 1966 führte die Kleinbahn Wesel–Rees–Emmerich direkt am Großen Markt vorbei. Ab 1973 wurde die bis dahin befahrbare Achse zwischen dem Marktplatz und dem Berliner Tor zur Fußgängerzone umgestaltet. Eine 1986 gegründete Bürgerinitiative sammelte ab 2003 Geld für die Rekonstruktion der historischen Rathausfassade, welche 2011 abgeschlossen werden konnte.

## Veranstaltungen
Am und um den Großen Markt finden verschiedene Veranstaltungen stand. Zweimal wöchentlich (mittwochs und samstags) findet dort und bis hinüber zum benachbarten Kornmarkt ein Wochenmarkt statt. Mit meist über 30 Ständen ist er der größte Markt der Umgebung. Es gibt auch jährlich stattfindende Veranstaltungen, wie den Adventmarkt am ersten Adventwochenende. Dieser wird ergänzend zum regulären Weihnachtsmarkt durchgeführt. Der Platz ist auch jährlich Teil des Programms der Weseler Kulturnacht.